# 1826 en science-fiction
| Années de la science-fiction : 1823 - 1824 - 1825 - 1826 - 1827 - 1828 - 1829    |
| Décennies de la science-fiction : 1790 - 1800 - 1810 - 1820 - 1830 - 1840 - 1850 |

L'année 1826 a connu, en matière de science-fiction, les faits suivants.

## Naissances et décès

### Naissances
- 21 février : Lois Waisbrooker (en), écrivain américain, mort en 1909.
- 21 octobre : James William Barlow, écrivain irlandais, mort en 1913.

## Parutions littéraires

### Romans
- Le Dernier Homme (The Last Man) par Mary Shelley.